# Hydaticus pacificus
Hydaticus pacificus är en skalbaggsart som beskrevs av Aubé 1838. Hydaticus pacificus ingår i släktet Hydaticus och familjen dykare. Inga underarter finns listade i Catalogue of Life.

## Bildgalleri

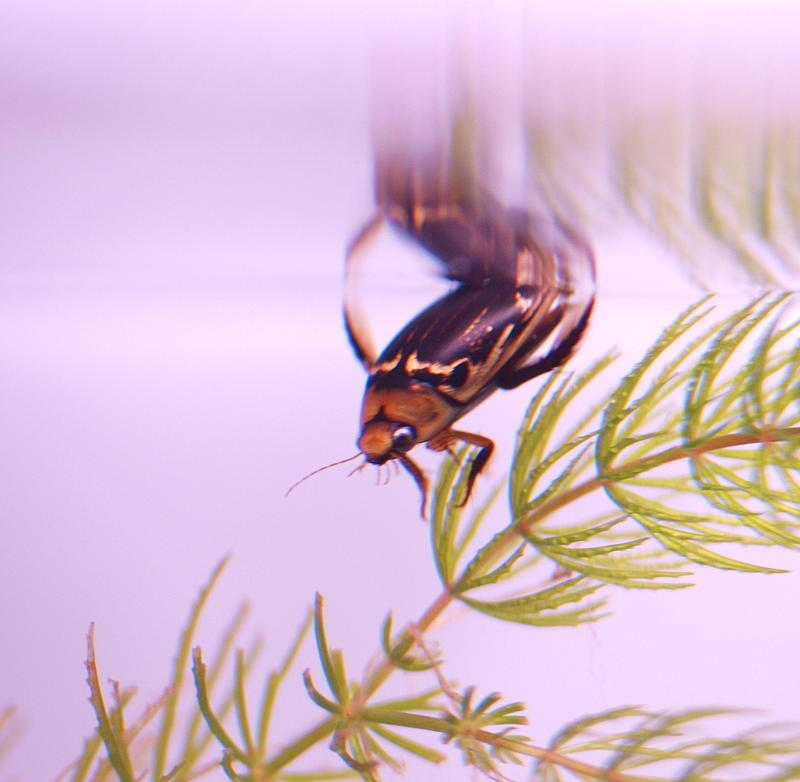